# Période des gueonim
La période des gueonim (hébreu: תקופת הגאונים Teqoufat HaGueonim) est la septième dans le développement de la Torah orale, sur laquelle se base l'historiographie juive traditionnelle.
Elle s'étend sur environ 500 ans, au cours desquels l'autorité spirituelle sur l'ensemble des communautés juives est détenue principalement par les académies talmudiques en Babylonie, et accessoirement par l'académie de la terre d'Israël, dont les doyens sont appelés les Gueonim.

## Repères chronologiques
La période des gueonim fait suite à celle, troublée, des savoraïm, derniers éditeurs du Talmud de Babylone. Selon la Lettre de Sherira Gaon, le passage entre les ères se fait lorsque l'empereur Hormizd IV est renversé par Vahram VI (Bahram Chobin). Celui-ci met fin aux persécutions contre les Juifs, ce qui permet à Hanan d'Isqiya de rouvrir l'académie de Poumbedita, en 589. Cette datation est contestée par Abraham ibn Dawd Halevi (1110-1180), selon lequel il y aurait eu cinq générations de savoraïm, dont le dernier, Rav Sheshna, meurt en 689, soit un siècle plus tard.
Les sources traditionnelles s'accordent à situer la fin de la période des gueonim en 1038, à la mort de Haï Gaon. En effet, bien qu'une académie, dont les directeurs continuent à être appelés gueonim subsiste pendant deux siècles environ à Bagdad, le centre babylonien a perdu sa prépondérance au profit des académies d'Espagne musulmane et d'Afrique du Nord, mais aussi de Rhénanie et en Provence.
Toutefois, selon certains historiens modernes, la période des gueonim correspond de si près, sur le plan politique, à la première ère de domination musulmane du Moyen-Orient, qu'elle peut être étendue à la fin de l'empire abbasside en Irak,.